# Scolecithrix similis
Scolecithrix similis är en kräftdjursart som först beskrevs av T. Scott 1893.  Scolecithrix similis ingår i släktet Scolecithrix och familjen Scolecitrichidae. Inga underarter finns listade i Catalogue of Life.